# 維帕里島
維帕里島是印度洋的島嶼，屬於安達曼群島的一部分，由安達曼-尼科巴群島負責管轄，長0.95公里、寬0.42公里，面積0.3平方公里，最高點海拔高度32米，2001年人口僅4人。

## 外部連結
- T. Ramakrishnan, "Notorious Once, It Stands Shrouded in Silence Now", The Hindu, (Aug 15, 2004)

11°40′N 92°42′E / 11.667°N 92.700°E